# Lemken

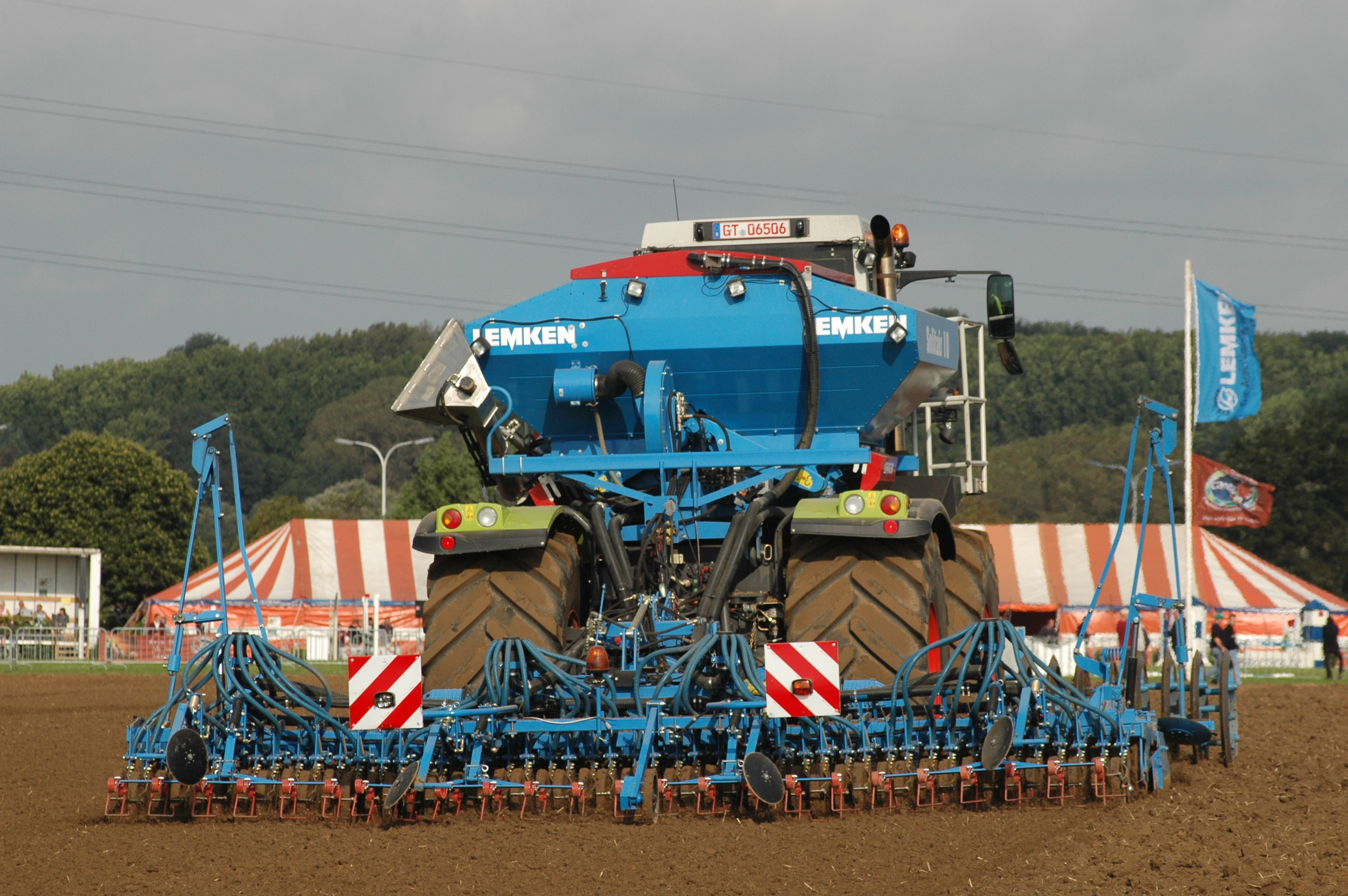
Siewnik marki Lemken

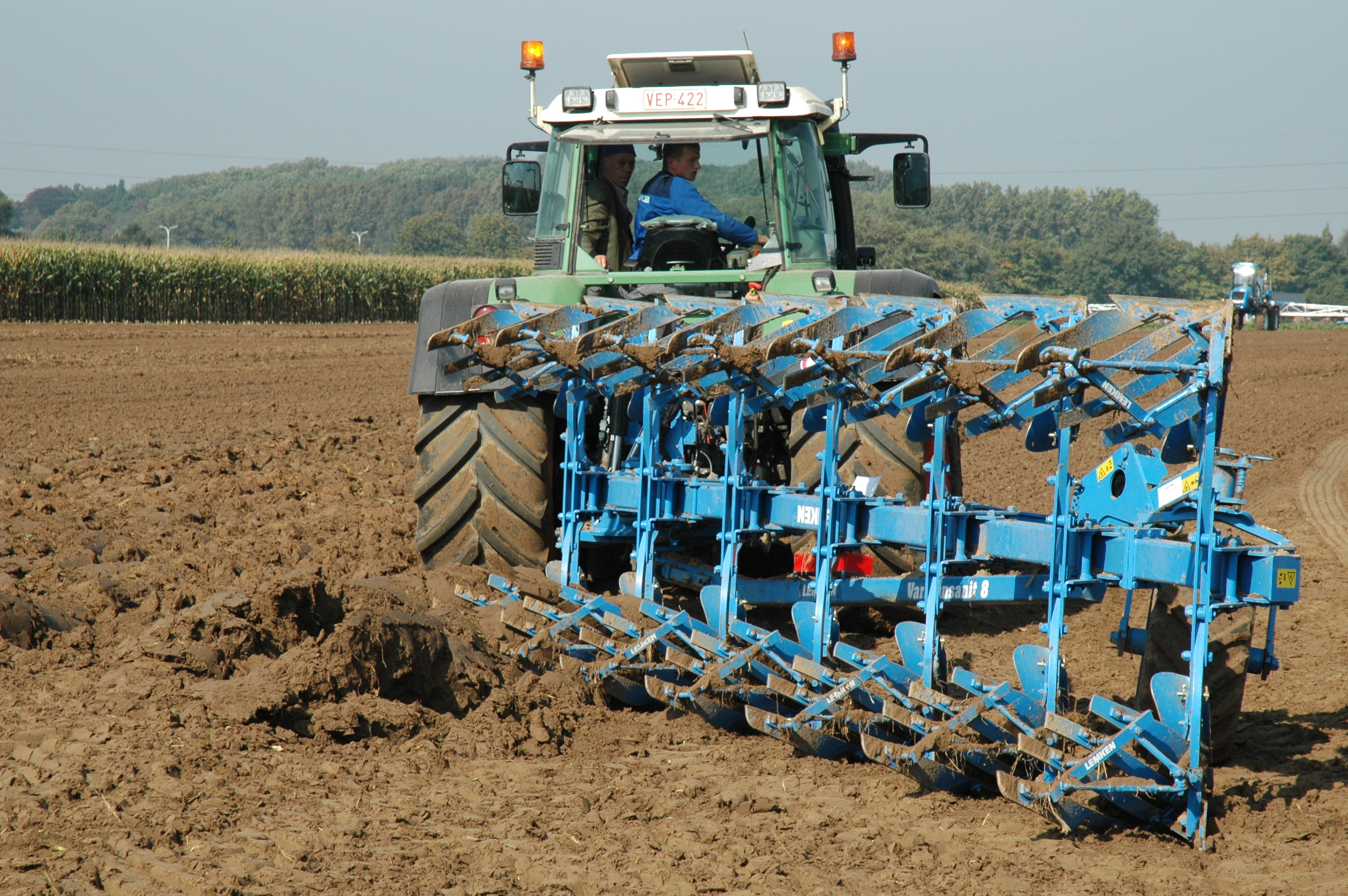
Pług marki Lemken

Lemken – niemiecki producent maszyn rolniczych z siedzibą w Alpen około pięćdziesiąt kilometrów na północny zachód od Düsseldorfu.
Przedsiębiorstwo zostało założone w 1780 roku przez Wilhelmusa Lemkena jako mały zakład kowalski. W 1925 roku przedsiębiorstwo opatentowało pług obracalny ze stałym wózkiem przednim. W 1996 roku przedsiębiorstwo przejęło Hassia Maschinenfabrik GmbH z Butzbach. Obecnie przedsiębiorstwo oferuje maszyny i narzędzia do uprawy gleby, siewu i ochrony roślin.